# Marignac (Charente-Maritime)
Marignac – miejscowość i gmina we Francji, w regionie Nowa Akwitania, w departamencie Charente-Maritime.
Według danych na rok 1990 gminę zamieszkiwało 347 osób, a gęstość zaludnienia wynosiła 26 osób/km² (wśród 1467 gmin regionu Poitou-Charentes Marignac plasuje się na 674. miejscu pod względem liczby ludności, natomiast pod względem powierzchni na miejscu 662.).